# Tresillo
Tresillo is een ritmepatroon, dat ten grondslag ligt aan Cubaanse en Latijns-Amerikaanse muziek. Tresillo betekent letterlijk triool en geeft in een vierkwartsmaat een ritmeverdeling aan van 3 3 2.
In de eerste maat zijn de eerste twee noten verlengd tot een en een half.
In de linkerhand op de piano zie je vaak het ritme met een triool na de eerste anderhalve tel.

## Geschiedenis
Het ritme van de tresillo kwam via Afrikaanse muziek in de muziek uit het Caraïbisch gebied, zoals in het ritme van de habanera en de tango. Na de Haïtiaanse Revolutie kwam het ritme via de vluchtelingen uit Haïti naar de Verenigde Staten rond 1800 in de Muziek van New Orleans.
De muziek uit New Orleans is de geboortegrond van vele muziekstijlen als jazz en rock-'n-roll en dientengevolge komt het tresillo-ritme terug in veel muziek, die wortels heeft in New Orleans.
Louis Moreau Gottschalk, een klassiek componist, hoorde in zijn jeugd deze Afro-Amerikaanse muziek in zijn geboortestad New Orleans, en verwerkte die in zijn composities als "Bamboula (Danse Des Nègres)" en "La Savane".

## Gebruik in moderne muziek
In de moderne popmuziek wordt het ritme gebruikt door artiesten als Ed Sheeran, Justin Bieber, Luis Fonsi, French Montana, Drake, Young Thug en meer als terugkerend patroon in de  Caraïbisch rage die de afgelopen jaren de Billboard-hitlijsten heeft veroverd.